# Achenbach (Familienname)
Achenbach ist ein deutscher Familienname.

## Herkunft und Bedeutung
Achenbach ist ein Herkunftsname und bezieht sich auf den ehemaligen Hof Achenbach im Siegerland, teilweise auch auf das hessische Dorf Achenbach.

## Namensträger
- Adolf Achenbach (1825–1903), preußischer Beamter und Berghauptmann
- Adolf von Achenbach (1866–1951), preußischer Politiker
- Andreas Achenbach (1815–1910), deutscher Landschaftsmaler
- Benno von Achenbach (1861–1936), Begründer der deutschen Kutschfahrkunst
- Carl Achenbach (1881–1961), deutscher Maler und Fotograf
- Christian Achenbach (* 1978), deutscher Maler und Bildhauer
- Christian Heinrich Julius Achenbach (1835–1907), deutscher Großkaufmann, Amateurmusiker, Dichter und Komponist
- Christina Petronella Achenbach  (1816–1907), niederländische Konzertsängerin
- Christoph Achenbach (* 1958), deutscher Manager
- Cornelia Achenbach (* 1982), deutsche Schriftstellerin und Journalistin
- Ernst Achenbach (1909–1991), deutscher Rechtsanwalt und Politiker (NSDAP, FDP)
- Friedrich Achenbach (1878–1965), deutscher Schiffbauingenieur
- Gerd Achenbach (Politiker) (* 1941), deutscher Politiker (SPD)
- Gerd B. Achenbach (* 1947), deutscher Philosoph
- Gertrude Coor Achenbach (1915–1962), deutschamerikanische Kunsthistorikerin
- Gustav Wilhelm Achenbach (1847–1911), deutscher evangelischer Pfarrer und Superintendent
- Hanna Achenbach (1892–1982), deutsche Malerin
- Hans Achenbach (Künstler) (1891–1972), deutscher Künstler
- Hans Achenbach (Chemiker) (* 1931), deutscher Chemiker und Hochschullehrer
- Hans Achenbach (Rechtswissenschaftler) (* 1941), deutscher Rechtswissenschaftler und Hochschullehrer
- Heinrich von Achenbach (1829–1899), deutscher Jurist, preußischer Handelsminister
- Heinrich von Achenbach (Landrat) (1863–1933), preußischer Beamter und Landrat
- Heinrich Achenbach (Politiker) (1881–1966), deutscher Politiker (CDU), MdL Hessen
- Heinrich Jacob Achenbach (1801–1882), deutscher Politiker und Bürgermeister von Siegen
- Helge Achenbach (* 1952), deutscher Kunstberater

- Hermann Achenbach (Schriftsteller) (1793–1849), deutscher Kaufmann und Schriftsteller
- Hermann Achenbach (Chorleiter) (1899–1982), deutscher Chorleiter, Gesangspädagoge und Lehrbeauftragter
- Hermann Achenbach (Geograph) (* 1937), deutscher Geograph und emeritierter Hochschullehrer
- Jan D. Achenbach (1935–2020), niederländisch-amerikanischer Ingenieurwissenschaftler
- Jelena von Achenbach, (* 1982), deutsche Rechtswissenschaftlerin und Hochschullehrerin
- Johann Christian Carl Achenbach (* 1825), deutscher Pianist und Komponist
- Johann Georg Achenbach (1706–1776), deutscher Politiker, Bürgermeister von Siegen
- Johannes Achenbach (1701–1771), deutscher evangelisch-reformierter Geistlicher
- Karl Konrad Achenbach (1655–1720), deutscher Geistlicher und Hochschullehrer
- Klaus Achenbach (Verwaltungsjurist) (* 1941), deutscher Verwaltungsjurist
- Klaus Achenbach (Diplomat) (* 1945), deutscher Diplomat
- Klaus Köhler-Achenbach (1912–1988), deutscher Maler
- Ludwig Achenbach (1812–1879), deutscher Jurist und Politiker
- Marc Achenbach (* 1976), deutscher Kameramann
- Marina Achenbach (* 1939), deutsche Autorin und Journalistin
- Mary Achenbach (1883–1975), britisch-deutsche Malerin
- Maximilian Achenbach (1851–1898), deutscher Architekt und Opernsänger, siehe Max Alvary
- Oscar Achenbach (Oskar Achenbach; 1868–1935), deutscher Maler
- Oskar Robert Achenbach (Oscar Robert Achenbach; 1882–?), deutscher nationalsozialistischer Schriftsteller; Pseudonym: Marius
- Oswald Achenbach (1827–1905), deutscher Maler
- Ralf Achenbach (1953–2015), deutscher Fußballfunktionär
- Reinhard Achenbach (* 1957), deutscher evangelischer Theologe
- Reno Achenbach (1961–2010), deutscher Fußballspieler
- Richard Achenbach (1916–2003), deutscher Diplomat
- Rosa Achenbach (1815–um 1870), deutsche Landschafts- und Bildnismalerin
- Rudolf Achenbach (1928–2015), deutscher Unternehmer
- Timo Achenbach (* 1982), deutscher Fußballspieler
- Walter Achenbach (1921–2015), deutscher Mediziner